# П'єтро Піллер Коттрер
П'єтро Піллер Коттрер (італ. Pietro Piller Cottrer, 20 грудня 1974)— італійський лижник, олімпійський чемпіон. 
Золоту олімпійську медаль і звання олімпійського чемпіона П'єтро Піллер Коттрер виборов на Туринській олімпіаді в складі збірної Італії в естафеті 4 по 10 км. Серед його здобутків ще три олімпійські медалі. В Солт-Лейк-Сіті він виборов срібло разом із товаришами зі збірної в естафеті, в Турині - бронзу в гонці переслідування на 30 км, у Ванкувері - срібло в гонці на 15 км вільним стилем.
Перший великий успіх прийшов до Піллер Коттрера в 1997, коли він виграв найпрестижнішу гонку на 50 км на Холменколенських іграх.